# Poliopastea anthracina
Poliopastea anthracina är en fjärilsart som beskrevs av Klages 1906. Poliopastea anthracina ingår i släktet Poliopastea och familjen björnspinnare. Inga underarter finns listade i Catalogue of Life.